# Aeroportul Mildura
Aeroportul Mildura (IATA: MQL, ICAO: YMIA) este un aeroport din Rural City of Mildura⁠(d), Victoria, Australia ce deservește zona Mildura⁠(d). Aeroportul a fost tranzitat în 2022 de 167.622 de pasageri. A fost deschis în 1923 și numit după zona deservită.
Situat la o altitudine de 51 m, aeroportul dispune de 2 piste.

## Infrastructură

### Piste
Aeroportul dispune de 2 piste. Pista 09/27 are suprafața de asfalt și dimensiunile 1.830 m × 45 m. Pista 18/36 are suprafața de asfalt și dimensiunile 1.139 m × 30 m. 